# Convito in casa di Levi
Il Convito in Casa di Levi (in realtà il soggetto è la Cena in casa del fariseo raccontata nel vangelo di Luca  7, 36-50) è un dipinto del Veronese del 1573, custodito alle gallerie dell'Accademia di Venezia, ma proveniente dal refettorio del grande convento domenicano dei Santi Giovanni e Paolo.

## Storia

Jan Saenredam, Convito in casa Levi da Paolo Veronese, ante 1607, acquaforte, Rijksmuseum, Amsterdam. Rappresenta il dipinto ancora completo delle fasce marginali poi perdute. Da notare che la copia è ribaltata specularmente rispetto all'originale.

Il dipinto fu commissionato a Veronese dai religiosi Domenicani per il refettorio del convento dei Santi Giovanni e Paolo a Venezia. Doveva sostituire il dipinto di Tiziano andato distrutto nell'incendio del 1571 e il tema, come per il dipinto precedente, doveva essere quello dell'Ultima Cena di Cristo. L'incarico gli fu assegnato da fra' Andrea de' Buoni che però poteva offrire un compenso decisamente insufficiente per un'opera di tali dimensioni. A seguito delle insistenti preghiere del frate, Veronese accettò «spinto più dal desio della gloria che dell’utile».
L'autore affrontò tale tematica con il suo stile mondano e festoso, già sperimentato a partire dalle Nozze di Cana del 1563. Il fatto che in questo caso il tema trattasse dell'istituzione del sacramento dell'eucaristia mise in allarme il priore del convento. Il Veronese dovette così subire un processo presso il Tribunale dell'Inquisizione di Venezia. La vicenda si concluse con la decisione di riferire il dipinto a un soggetto diverso, il Convito in casa Levi, e con questo "titolo" rimase sulla parete di fondo del refettorio.

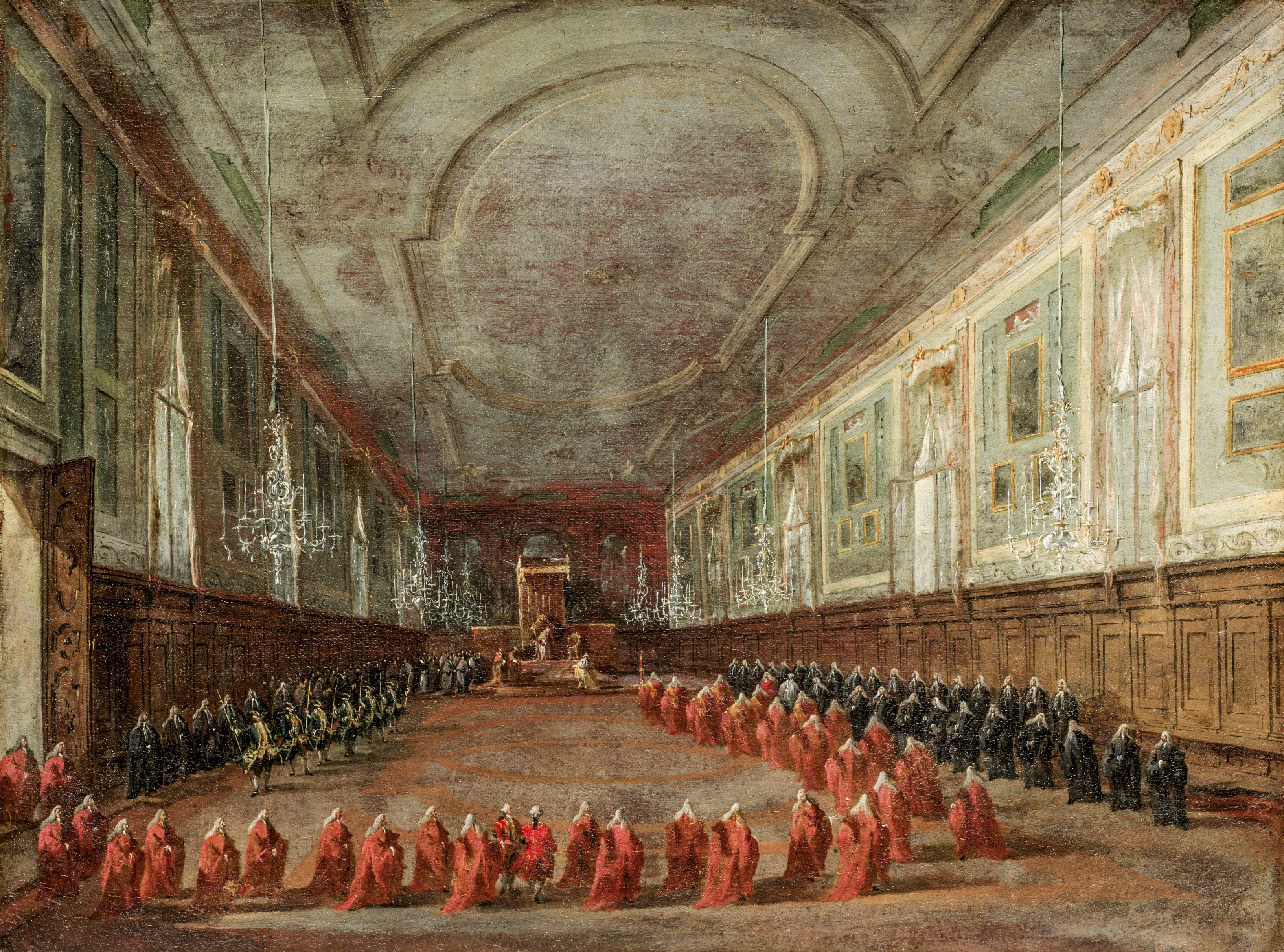
Francesco Guardi, Papa Pio VI si commiata dal Doge nel refettorio del convento di Santi Giovanni e Paolo, 1782, Cleveland Museum of Art. Unica rappresentazione del dipinto di Veronese nella collocazione originale, comunque dopo il restauro di fine Seicento,

Il refettorio dei frati fu nuovamente distrutto da un incendio nel 1697. Per salvarla allontanandola dalle fiamme, la tela fu frettolosamente tagliata in tre pezzi e arrotolata. Probabilmente a questa vicenda sono da riferirsi alcune screpolature, piccole ma frequenti, della superficie pittorica oltre alla perdita della trabeazione sopra gli archi e di una fascia più sottile in basso, a continuazione del pavimento. Le parti ora mancanti sono visibili per esempio nell'incisione di Jan Saenredam che è anteriore al 1607. L'anno successivo all'incendio il dipinto fu restaurato ma lasciato tripartito e anzi i margini delle tre porzioni ripiegate per fissarle ai nuovi telai. Del dipinto risistemato nel nuovo refettorio progettato da Giacomo Piazzetta ci resta la memoria in un dipinto di Francesco Guardi.
Gli allarmi per le precarie condizioni del dipinto espresse da Zanetti (1776), ispettore alle pubbliche pitture, agli Inquisitori di Stato, e del suo successore Mengardi (1782) non ebbero seguito. Con l'annessione di Venezia alla Repubblica Cisalpina e le successive soppressioni degli ordini religiosi il dipinto fu confiscato e portato in Francia, in sostituzione del Paradiso di Tintoretto giudicato intrasportabile. Nel 1815 fu restituito a Venezia e assegnato alle Gallerie dell'Accademia. Nel 1828 fu restaurato da Sebastiano Santi e dopo alcuni esperimenti collocato su una parete di testa del salone. Durante la prima guerra mondiale fu ricoverato lontano dal fronte a Firenze e durante il successivo conflitto fu spostato diverse volte per poi rimanere dal 1943 al 1947 in Vaticano. Fu di nuovo restaurato alla fine della guerra per sistemare alcun danni dovuti all'umidità. Nel 1980-1982 ebbe il definitivo restauro che oltre a rimontarlo in un unico pezzo, recuperando le parti ripiegate sotto i tre telai, gli restituì anche la "luce serotina" originale offuscata dalle molteplici riverniciature.

## Processo per eresia
Con il Concilio di Trento, in pieno spirito controriformista, venne deciso un ferreo controllo delle produzioni artistiche con il decreto De invocatione, veneratione et reliquis sanctorum et sacris imaginibus (1563). Sebbene non fosse stato specificato un preciso metodo interpretativo, e quindi inquisitorio, l'obiettivo era che opere fossero chiare ai fedeli (cioè senza complessi richiami) e fedeli alle scritture. Negli anni successivi si provvide infatti a pubblicare alcuni "manuali di istruzione" come per esempio le Instructiones fabricae et suppellectilis ecclesiasticae (1577) di Carlo Borromeo (1538-1584), e il Discorso intorno le immagini sacre e profane (1582) di Gabriele Paleotti. L'onere inquisitorio era comunque demandato ai Tribunali dell'Inquisizione locali. Nel tribunale veneziano già dal 1547 la Repubblica aveva affiancato una componente laica, i tre Savi sopra l'eresia, allo scopo di mantenere un controllo giurisdizionale.
In questa temperie il dipinto di Veronese fu trovato improprio a rappresentare l'istituzione dell'eucaristia. Oltre alla presenza di personaggi estranei, il dito venne puntato sulla presenza di todeschi, evidentemente identificabili come protestanti, sull'uomo che perde sangue dal naso e sul buffone ubriaco, precisi indizi che si volesse dileggiare il sacramento. Si suppone che tale attenzione inquisitoria fosse dovuta anche alla circolazione di idee riformiste nel convento di San Zanipolo.
Il pittore venne così convocato e interrogato dal tribunale il 13 luglio 1573. Cercò di difendersi invocando umilmente le licenze poetiche (o dei matti come soggiunge) e la necessità di riempire la grande scena tipiche del suo mestiere. Si dichiarò anche disponibile a qualsiasi modifica che non intaccasse la qualità del dipinto. Infatti all'inizio sottolineò che la proposta del priore di San Zanipolo di inserire una Maddalena gli pareva funzionasse male da un punto di vista pittorico. La proposta del priore era sostanzialmente quella di modificare il soggetto in una Cena in casa di Simone.

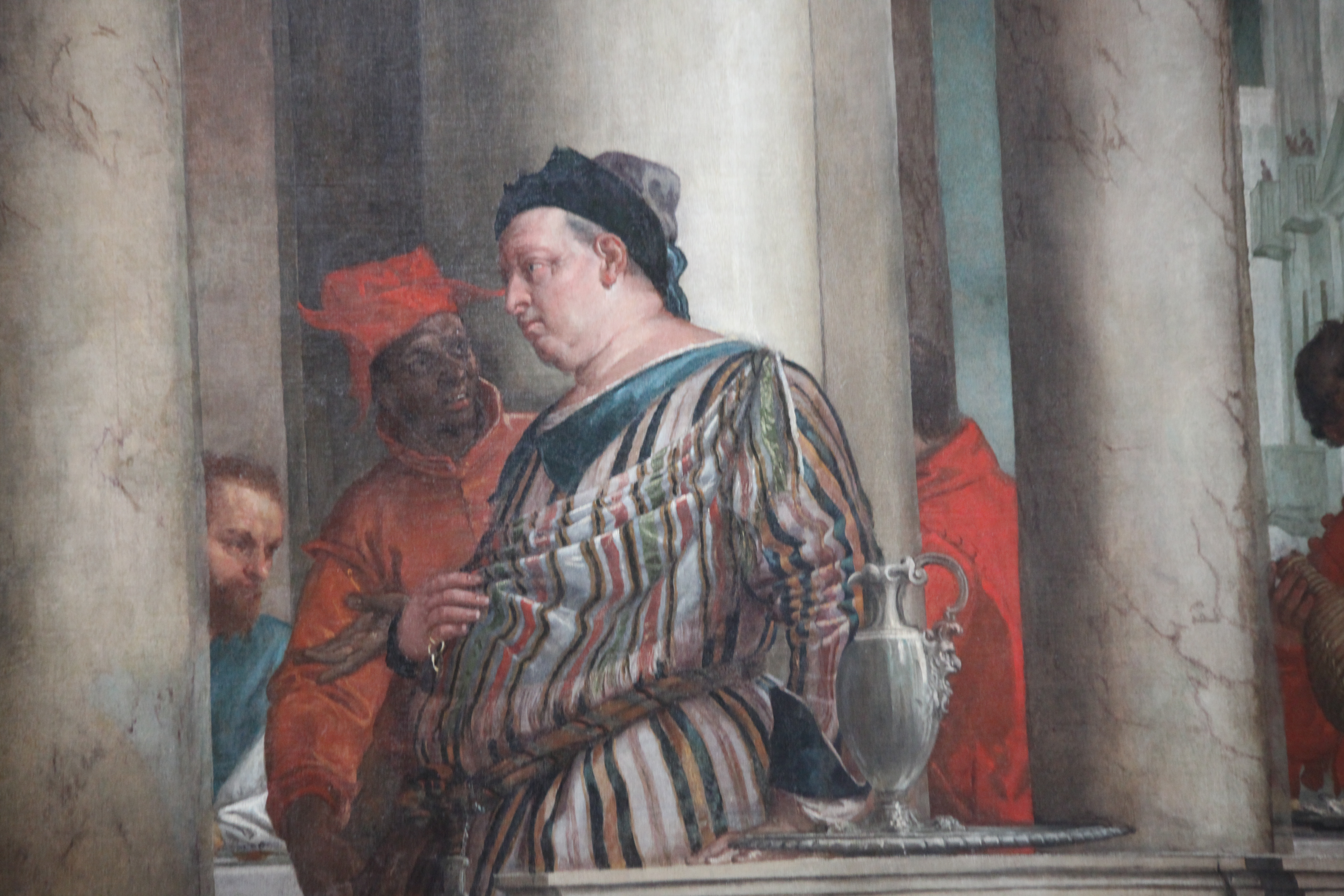
«[…] un scalco, il qual ho finto chel sia venuto per suo diporto a veder come vanno le cose della tola.»

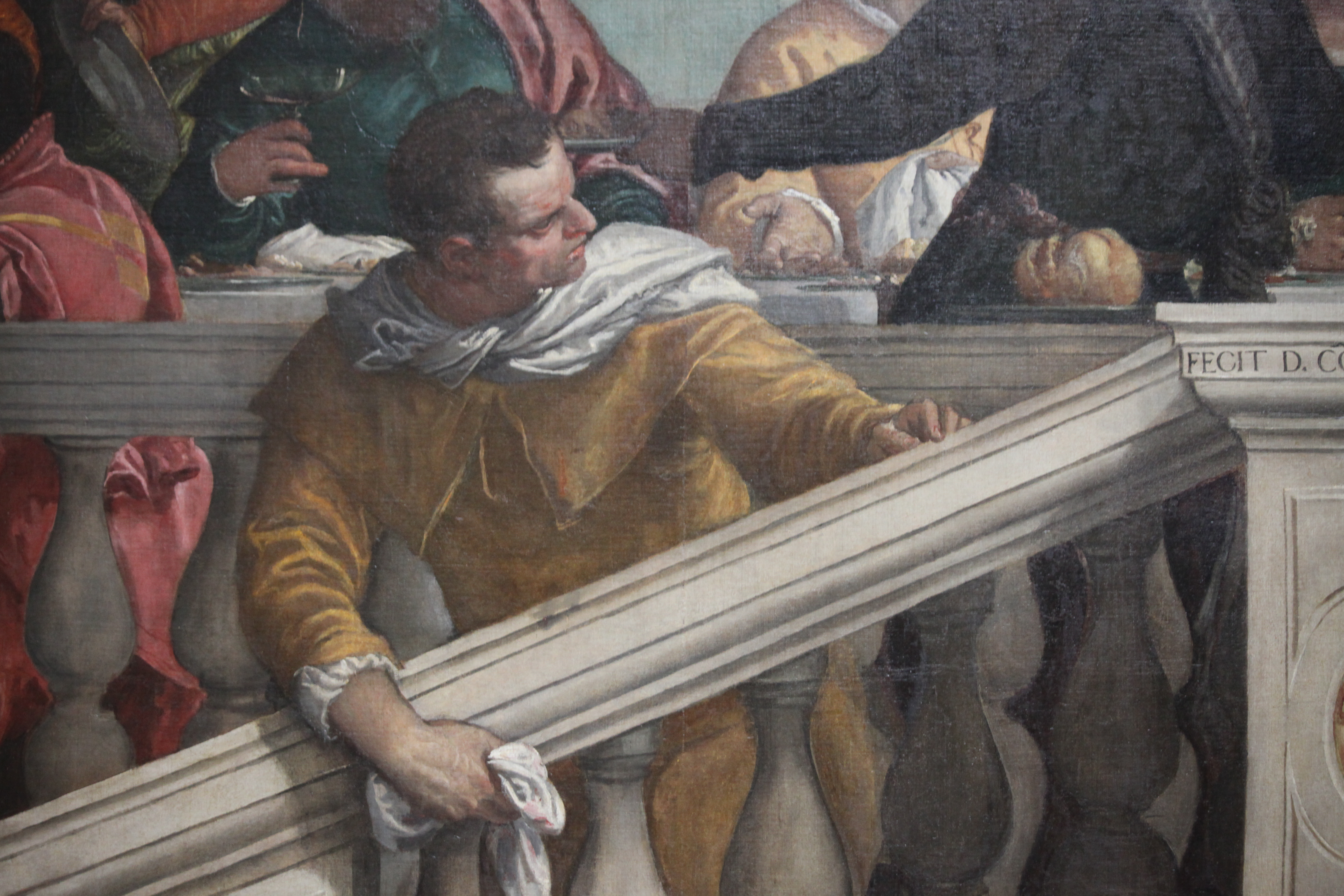
«[…] che significa la pittura di colui che li esce il sangue dal naso?».

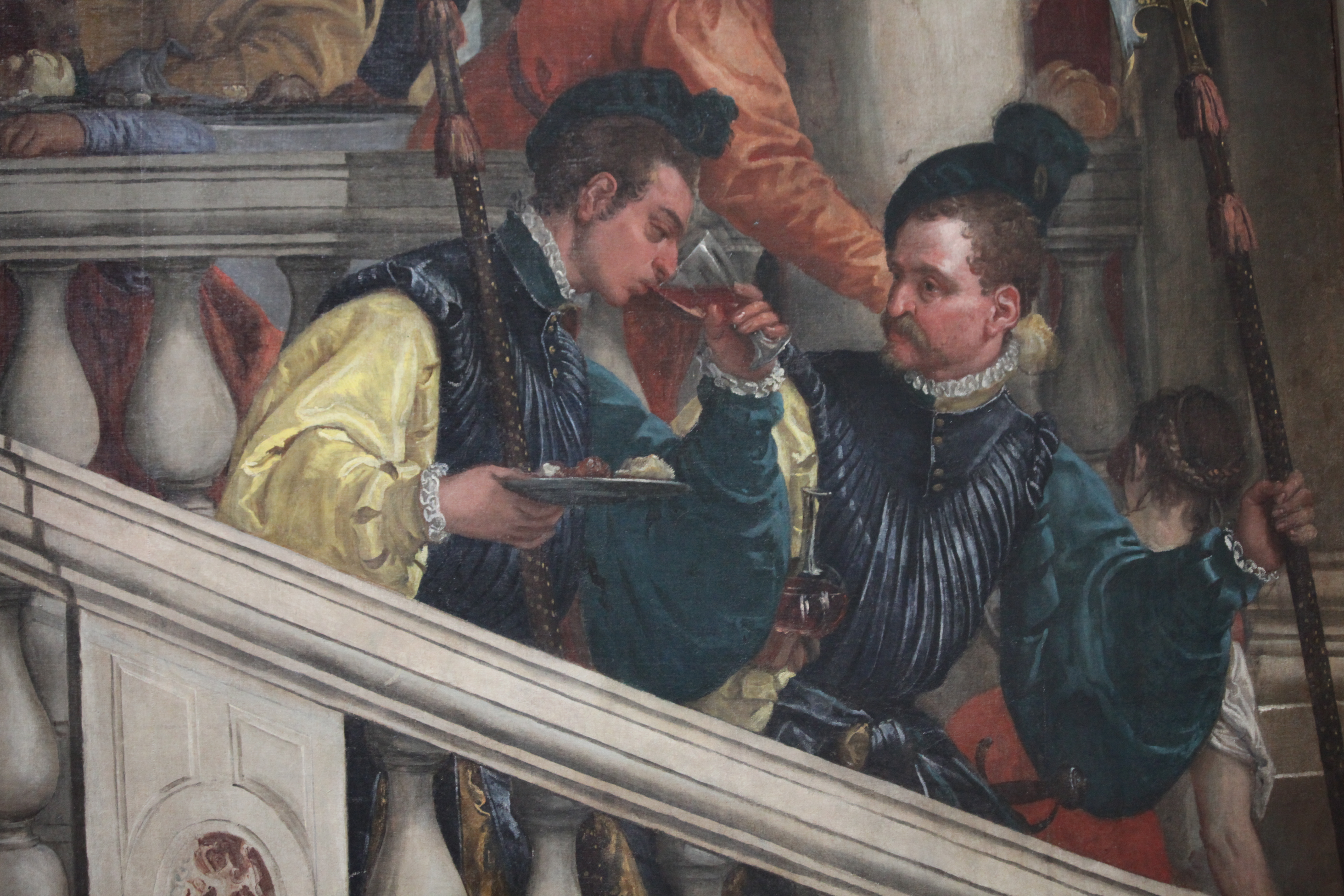
«[…] quelli armati alla Todesca vestiti con una lambarda per uno […]».

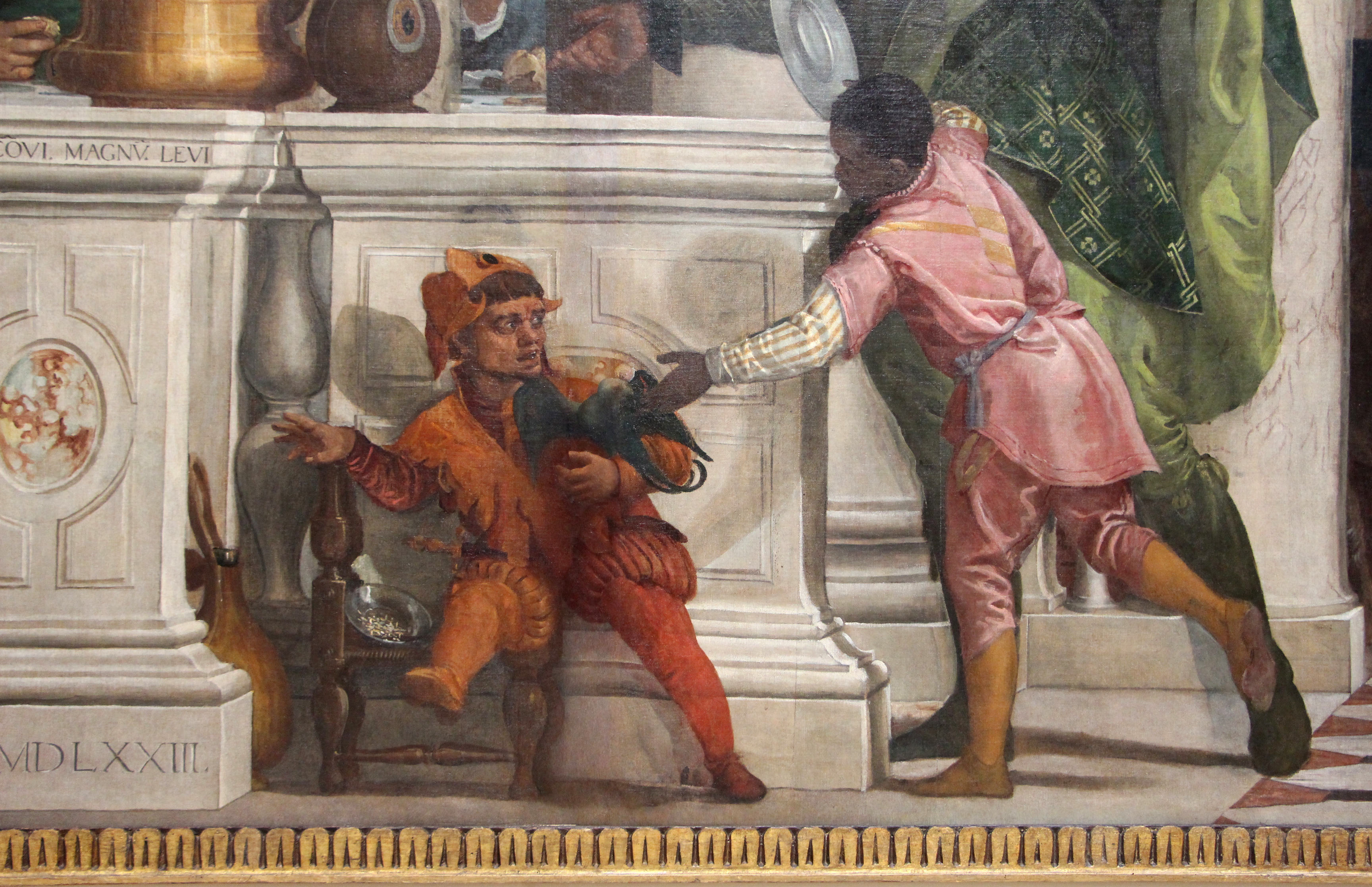
«Quel vestito da buffon con il pappagallo in pugno […]».

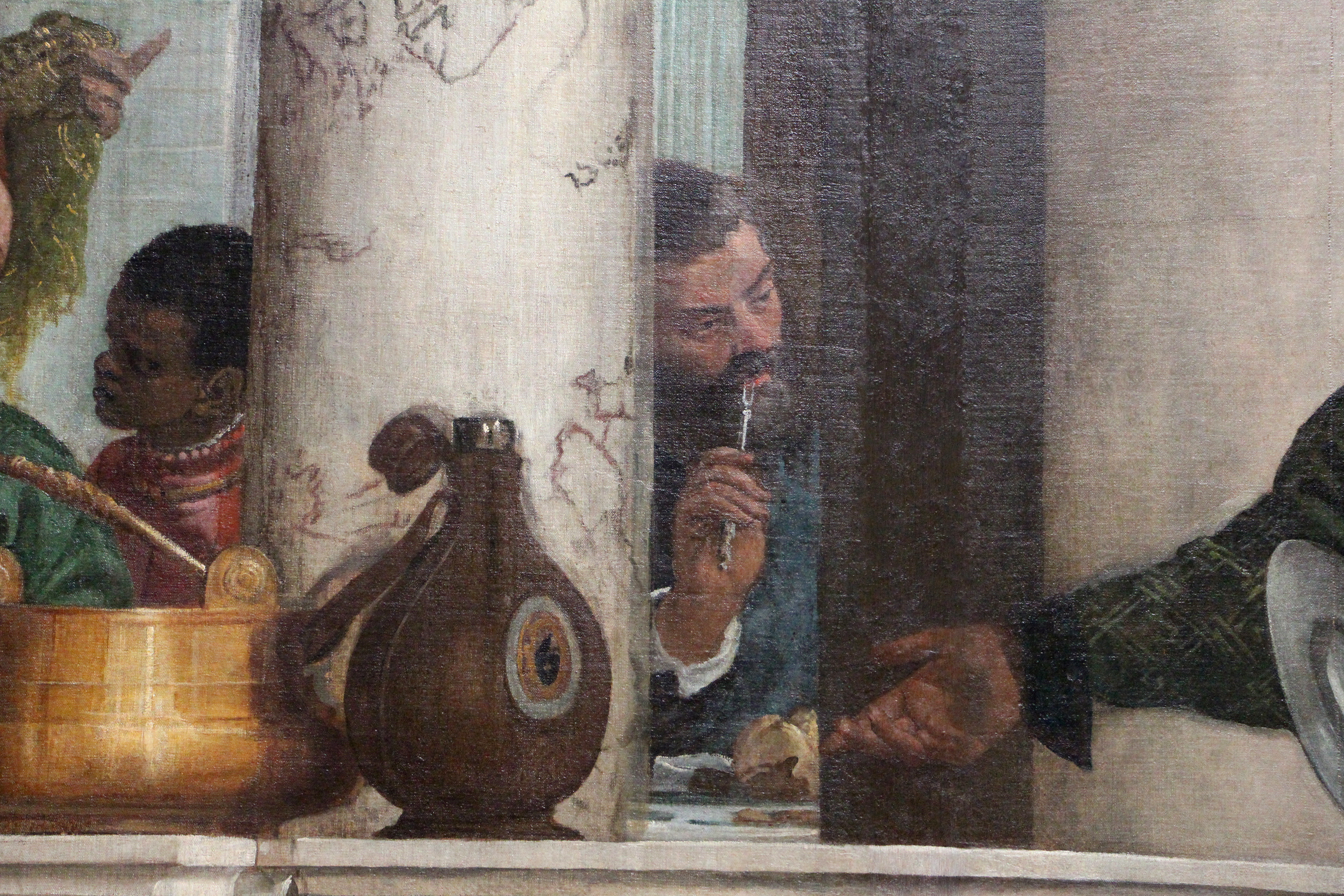
«[…] uno, che ha un piron, che si cura i denti.»

Repondit: Io dipingo et fazzo delle figure.

Ei dictum: Sapete la causa perché sete constituito?

Respondit: Signori no.

Ei dictum: Potete imaginarla?

R. Imaginar mi posso ben.

Ei dictum: Dite quel che vi imaginate.

R. Per quello, che mi fu detto dalli Reverendi Padri, cioè il Prior de San Zuan Polo, del qual non so il nome, il qual mi disse, che l'era stato quì, et che Vostre Signorìe Ill.me gli aveva dato commission ch'ei dovesse far far la Maddalena in luogo del un Can, et mi ghe risposi, che volentiera averìa fatto quello et altro per onor mio e del quadro; ma che non sentiva che tal figura della Maddalena podesse parer che la stesse bene per molte ragioni, le quali dirò sempre che mi sia dato occasion che le possa dir.

Ei dictum: Che quadro è questo che avete nominato?

R. Questo è un quadro della Cena ultima, che fece Gesù Cristo cum li suoi Apostoli in ca de Simeon.

[… (Veronese viene interrogato sulla collocazione, la tecnica e le misure del dipinto)]

Ei dictum: Dite quanti Ministri, et li effetti che ciascun di loro fanno.

R. El patron dell'albergo Simon: oltra questo ho fatto sotto questa figura un scalco, il qual ho finto chel sia venuto per suo diporto a veder come vanno le cose della tola. […] Ghe sono molte figure, le quali per esser molto che ho messo suso il quadro, non me le ricordo.

Ei dictum: Avete depento altre cene che quella?

R. Signori sì.

Ei dictum: Quante ne avete depente e in che luogo?

R. Ne feci una in Verona alli Reverendi Monaci de S. Lazar, la qual è nel suo refettorio. […] Ne ho fatta una nel refettorio delli Reverendi Padri di S. Zorzi qul in Venezia.

Li fu detto: Questa non è cena, ne (et) si domanda della Cena del Signor.

R. No ho fatta una nel refettorio de' Servi di Venezia, et una nel refettorio di S. Sabastian quì in Venezia. E ne ho fatta una in Padova ai Padri della Maddalena e non mi ricordo di averne fatte altre.

Ei dictum: In questa Cena, che avete fatto in S. Giovanni Paolo che significa la pittura di colui che li esce il sangue dal naso?

R. L'ho fatto per un servo, che per qualche accidente, li possa esser venuto il sangue dal naso.

Ei dictum: Che significa quelli armati alla Todesca vestiti con una lambarda per uno in mano?

R. El fa bisogno che dica quì vinti parole! […] Noi pittori ci pigliamo la licenza che si pigliano i poeti e i matti, e ho fatto quelli dui Alabardieri uno che beve, et l'altro che magna appresso una scala morta, i quali son messi là, che passino far qualche officio parendomi conveniente che'l patron della Casa che era grande e richo, secondo che mi è stato detto, dovesse aver tal servitori.

Ei dictum: Quel vestito da buffon con il pappagallo in pugno, a che effetto l'avete depento in quel telaro?

R. Per ornamento, come si fa.

Ei dictum: Alla tavola del Signor chi vi sono?

R. Li dodici apostoli.

Ei dictum: Che effetto fa S. Piero, che è il primo?

R. El guarda l'agnelo per darlo all'altro Capo della tola.

Ei dictum: Dite l'effetto che fa l'altro che è appresso questo.

R. L'è uno, che ha un piron [forchetta, ndr], che si cura i denti.

Ei dictum: Chi credete voi veramente che si trovasse in quella Cena?

R. Credo che si trovasse Cristo con li suoi Apostoli; ma se nel quadro li avanza spazio io l'adorno di figure, secondo le invenzioni.

Ei dictum: se da alcuna persona vi è stato commesso che Voi dipingeste in quel quadro Todeschi et buffoni et simili cose.

R. Signori no. Ma la commission fu di ornar il quadro secondo mi paresse, il quale è grande et capace di molte figure, sì come a me pareva. 

Ei dictum: se gli ornamenti che lui pittore è solito di fare dintorno le pitture o quadri, è solito di fare convenienti e proporzionati alla materia e figure principali, o veramente a beneplacito, secondo che li viene in fantasia senza alcuna discrezione et giudizio.

R. Io fazzo le pitture con quella considerazione che è conveniente, che'l mio intelletto può capire.

Interrogato se li par conveniente, che alla Cena ultima del Signore si convenga dipingere buffoni, imbriachi, Todeschi, nani et simili scurrilità.

R. Signori no.

Interr.: Non sapete voi, che in Alemagna et altri luoghi infetti di eresia sogliono con le pitture diverse et piene di scurrilità et simili invenzioni dileggarie, vituperar et far scherno delle cose della Santissima Chiesa Cattolica per insegnar mala dottrina alle genti idiote et ignoranti.

R. Signori sì che l'è male; ma perché tornerò ancora a quel che ho ditto, che ho obbligo di seguir quel che hanno fatto li miei maggiori.

Ei dictum: Che hanno fatto i vostri maggiori? Hanno forse fatto cosa simile?

R. Michel Agnolo in Roma, dentro la Capella Pontificai, vi à depento il nostro Signor Gesù Cristo, la sua Madre et S. Zuane, S. Piero e la Corte Celeste, le quali tutte sono fatte nude, dalla Vergine Maria in poi, con atti diversi, con poca riverenzia.

Ei dictum: Non sapete voi che depengendo il Giudizio Universale, nel quale non si presume vestiti, o simil cose, non occorrea dipinger vesta, et in quelle figure non vi è cosa se non de spirito, non vi son buffoni, né cani, né arme, né simil buffonerie? Et se li pare per questo o per qualunque altro esempio di aver fatto bene di aver dipinto questo quadro in quel modo che sta et se'l vol defendere quel quadro sta bene et condecentemente.

R. Signor Illustrissimo che non lo voglio defender; ma pensava di far bene. Et che non ho considerato tante cose, pensando di non far disordine nisuno, tanto più che quelle figure di Buffoni sono di fuora del luogo dove è il nostro Signore. […]»
(Verbale dell'interrogatorio a Paolo Caliari presso la santa Inquisizione)
Alla fine il tribunale impose a Veronese di "emendare" il dipinto a proprie spese entro tre mesi. Questi risolse la questione semplicemente riferendo l'opera a un altro soggetto evangelico: inserì una scritta divisa sui piedritti che limitavano le balaustrate delle due «scale morte» sopra la data 20 aprile 1573, giorno in cui l'opera era stata effettivamente consegnata. La scritta recita FECIT D[OMINO] CO[N]VI[VIUM] MAGNU[M] LEVI cioè «Levi fece un grande convito per il Signore» completata sul lato opposto dal riferimento al passo evangelico: Luca, capitolo 5.
Contrariamente a quanto si suppone, Paolo non fece alcun'altra modifica dopo il processo. Le indagini radiologiche, stratigrafiche e riflettografiche hanno rivelato alcuni pentimenti, pienamente assimilabili al processo creativo dell'opera, non ridipinture sull'opera già finita per mascherare o modificare qualcosa. Si trattò di soprattutto qualche modica minore sulle architetture, gli interventi maggiori furono la modifica del profilo del personaggio seduto davanti alla tavola a destra e l'eliminazione della figura di un paggetto che tenendo un cagnolino in braccio si protendeva sul tavolo, eliminazione utile a lasciare più spazio e respiro al candore della tovaglia.
Quello che e certo è che successivamente al processo Veronese evitò di ambientare il soggetto originario in contesti mondani e festosi come fece per esempio nell'Ultima Cena di Brera o in quella ai Musei civici di Padova.

## Descrizione

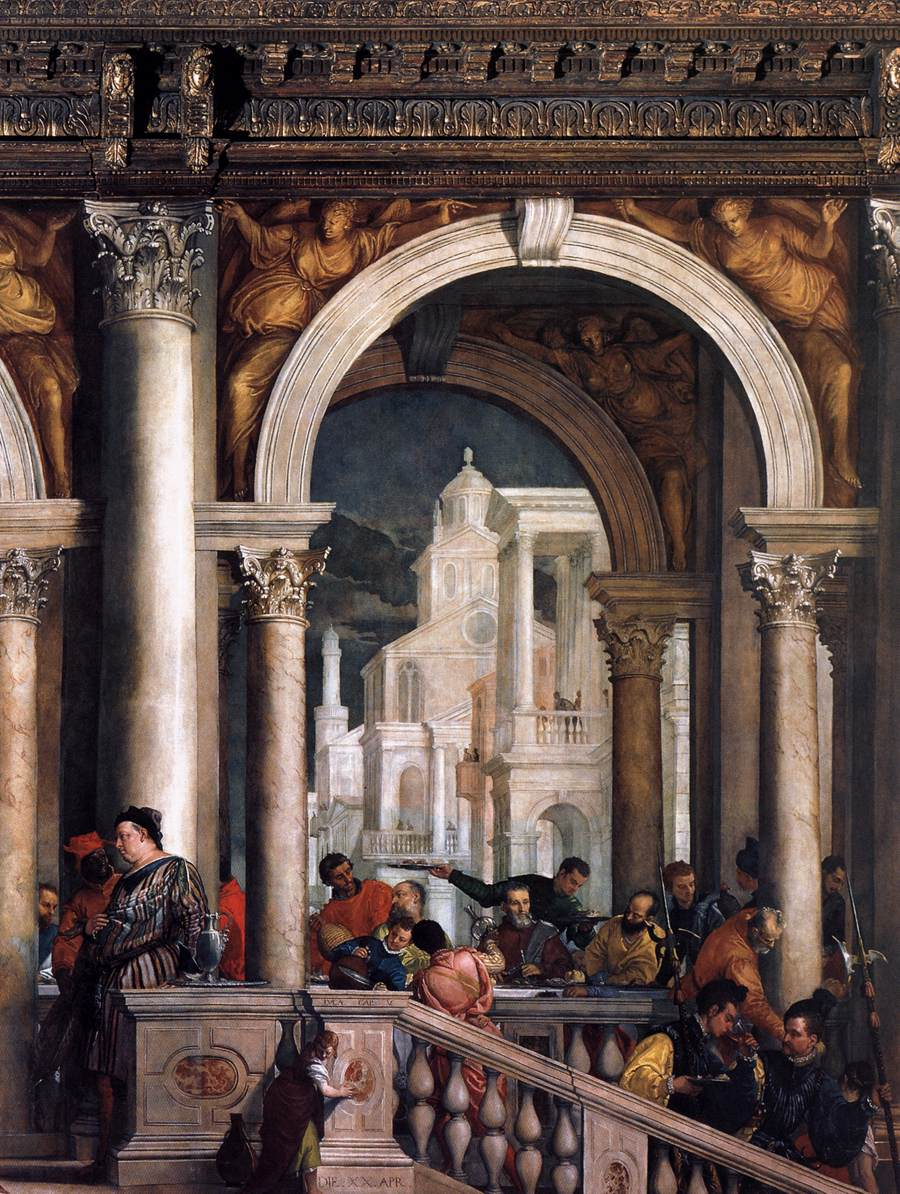
Dettaglio dell'arcata destra con le quinte architettoniche di sfondo.

La scena è rappresentata in un ricco ambiente rinascimentale tipicamente veneziano, dentro e fuori a un ampio porticato a tre arcate, animato da decine di figure indaffarate. La raffigurazione di un episodio evangelico o religioso ambientato in uno sfarzoso banchetto della Venezia del Cinquecento, era già stato affrontato numerose volte da Veronese con grande fortuna. Il gruppo di opere è passato alla storia come le Cene del Veronese; prima di questa vi furono le Nozze di Cana nelle due versioni del Louvre (1562-1563) e della Gemäldegalerie di Dresda (1571-1572), e la Cena in casa di Simone, di cui si conservano tre versioni alla Pinacoteca di Brera di Milano (1567-1570), alla Galleria Sabauda di Torino (1556-56) e alla Reggia di Versailles (1570-1572) assieme alla Cena di san Gregorio Magno (1572) nel Santuario di Monte Berico, unica delle Cene a essere tornata nella collocazione originaria.
L'architettura illusoria rappresentata dal pittore, la più sontuosa della serie delle cene, è chiaramente ispirata ai modelli palladiani a lui contemporanei come la Loggia Cornaro del Falconetto o le finestre della Marciana del Sansovino, allontanando però le colonne dell'ordine minore dai pilastri dell'ordine maggiore, con le loro semicolonne corinzie addossate, verso la spaziosità di una serliana. In questo susseguirsi di volumi da partizione teatrale i pennacchi delle arcate, di cui la centrale  è maggiore, sono ornati da angeli dorati (o vittorie) e davanti alla piattaforma del loggiato è aggiunta una coppia di scale. Sullo sfondo alcuni luminosi palazzi, dallo stile fantasiosamente composito, sono disposti a modo di quinte e completati al centro da una specie di campanile. La scena secondo i dettami sulla scenografia di Serlio è animata da una folla dai costumi multicolori e sgargianti.

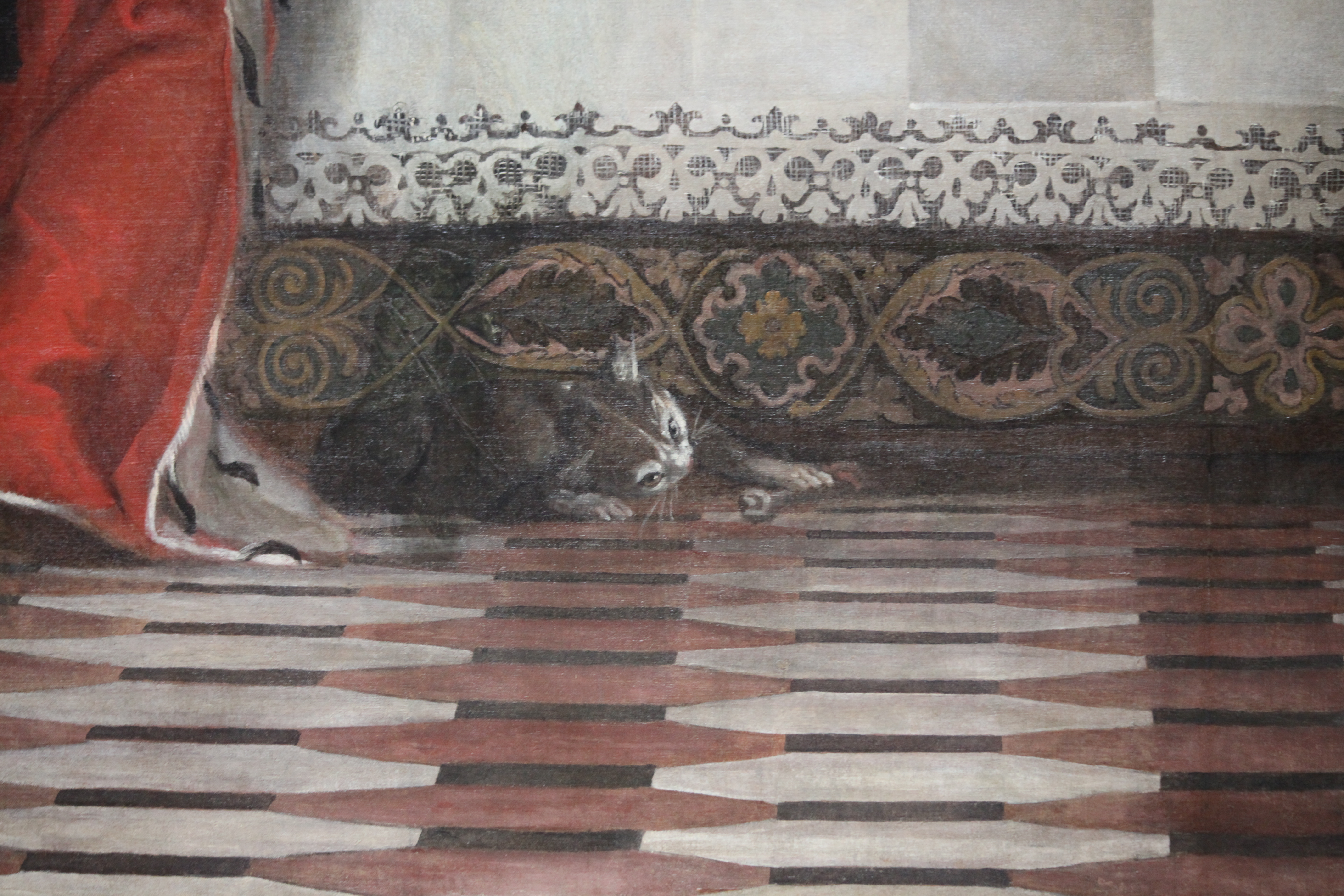
Un gatto che gioca sotto la tovaglia orlata di merletti e stesa su di un tappeto.

Non fu l'unico dettame serliano seguito da Veronese: nel Convito come nelle altre Cene applicò un complesso espediente prospettico impostando lo schema della vista su sei punti focali allineati all'asse centrale. L'espediente, in pratica impercettibile, risultava necessario, in quanto meno rigido di un’organizzazione centrata su di un unico punto e funzionale a ridurre gli scorci nelle parti più lontane dal fulcro della scena.
L'attenta riproduzione del cerimoniale rinascimentale era piuttosto apprezzata dal pubblico veneziano. Ripeteva la tipica ostentazione dei prodotti veneziani – vetri, tessuti, merletti – e lo stile del servizio tipicamente veneziano. Si riconosce la tovaglia orlata dai delicati merletti stesa su un tappeto a decori vegetali e la dovizia di suppellettili nonché la presenza del piròn, allora esclusiva posata veneziana (e in effetti nell'interrogatorio dell'inquisizione la forchetta viene ancora nominata con questo termine di origine greco-bizantina). Da notare che se il personaggio tra le colonne di sinistra usa la forchetta per pulirsi i denti, un modo considerato anche allora poco elegante, dal lato opposto un altro la usa correttamente assieme al coltello (certo non afferrandola come si usa ora). Altro ricordo del servizio è il gruppo di servi col capo coperto da turbanti che s'arrampica sulla grande piattiera seguendo le indicazioni di un inserviente e gli indaffarati paggetti e inservienti che servono in tavola o mescono vino, per non dire dei due che salgono portando faticosamente un grande vassoio di carne assieme a un biondino che reca un solo piatto, forse di saòr come allora si chiamava la salsa. Rilevanti sono l'elegante maestro di casa vestito di "verde veronese" intento a impartire ordini sulla cima della scala di sinistra o il grasso e ordinario scalco che osserva la situazione al limite della scala opposta.

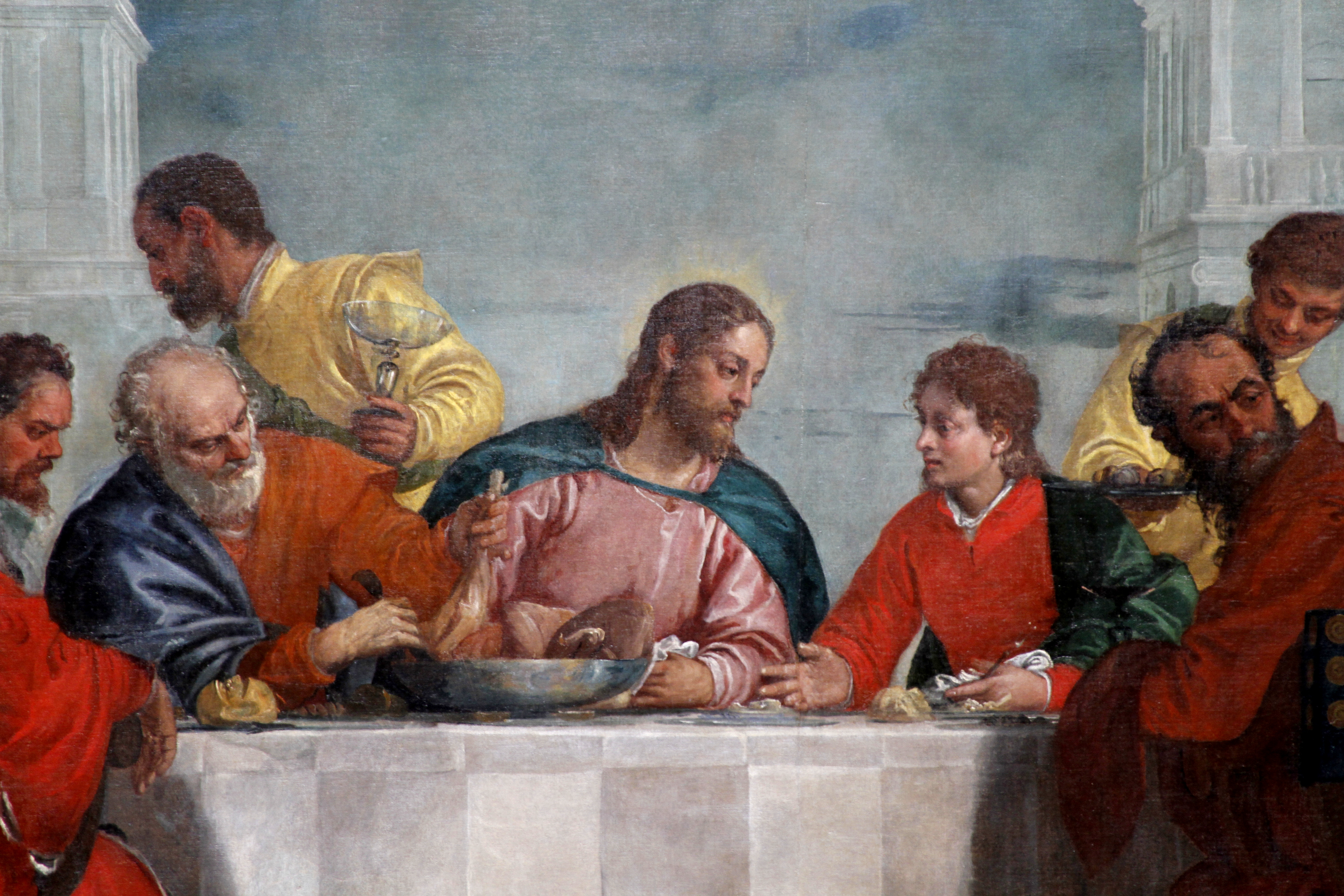
Gesù tra Pietro e Giovanni, con Giuda che guarda altrove.

Oltre ai convitati effettivi e al personale di servizio altre figure animano la scena. Un falconiere discute con un altro individuo all'estrema destra della tavola; subito sotto un uomo si sporge dalla balaustrata per porgere un pane a una mendicante; davanti a questa, sulla scala di sotto, le guardie alabardate approfittano di uno spuntino; più in primo piano una bimbetta, forse giocando, s'appoggia al piedritto della scala. Accanto alla scala opposta è la scena del buffone ubriaco che soprassalta sulla seggiola mentre viene redarguito da un paggetto, forse si è divertito a far ubriacare il suo agitato pappagallo e la fiasca di vino giace stappata e vuota al suo fianco.
Immancabili sono le presenze animali, oltre al falco, rappresentati con la consueta freschezza di Veronese: il grosso cane al centro osserva di sguincio il gatto intento a giocare con un osso sotto la tovaglia e un altro cane elemosina qualcosa a Levi.
Gli atteggiamenti degli attori principali della scena, che all'origine era intesa a concentrarsi non sul momento dello spezzare il pane ma sull'annuncio del tradimento futuro di Giuda, risultano variabili tra coloro che non hanno ancora sentito e quelli che si sporgono stupiti e incuriositi a osservare la scena centrale mentre Pietro è ancora intento a disarticolare un cosciotto da servire a Gesù. Al lato opposto della tavola Levi (Matteo) nel suo ricco vestito rosso orlato di pelliccia osserva arcigno Giuda (quasi avesse già compreso) che unico guarda dal lato opposto, distratto da un paggetto.
Anche gli edifici di sfondo sono animati: dalle loro finestre o terrazze numerose persone osservano la scena e alcune la indicano.
L'individuazione dei personaggi e le varie scene rappresentate restano comunque soggetto di numerose e variabili ma suggestive interpretazioni. Le figure sedute al lato opposto della tavola rispetto a Gesù, disinteressati a guardarlo, vengono intesi come il fariseo e lo scriba ministri della vecchia legge e avidi di potere. Nel gesto del maestro di casa in verde (un probabile autoritratto di Veronese) che sembra indicare il pane e il vino assieme all'acqua appoggiati sulle balaustrate viene letto un riferimento alle specie eucaristiche e all'acqua battesimale.

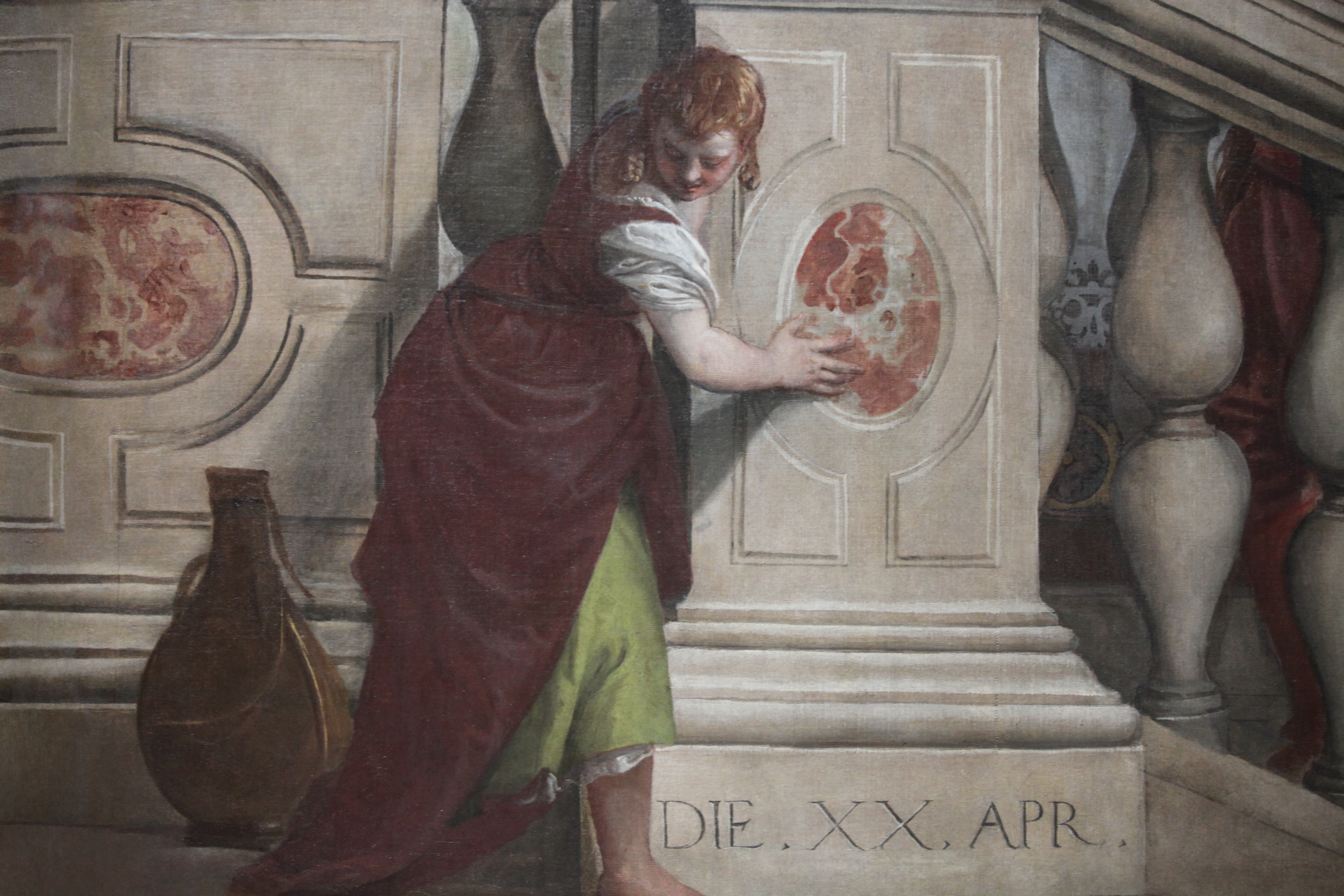
Bambina aggrappata a un piedritto della scala.

Le figure che scendono le scale – tutti allontanandosi da Cristo – a sinistra il servo cui sanguina il naso e a destra i soldati tedeschi presi dal bere a mangiare, ricordano che per i sozzi e per gli avidi non c’è posto nel Regno dei Cieli.
A ogni modo rimane evidente l'atteggiamento peculiarmente veneziano dell'artista, come intuì già Ruskin «Dappertutto nel resto d’Italia la religione era diventata un fatto astratto, essa era teoricamente opposta alla vita temporale […]» a Venezia invece «tutto questo fu rovesciato così sfacciatamente, e con una tale apparente irriverenza da scandalizzare uno spettatore abituato alle cerimonie […]. Le madonne non sono più sedute e isolate sul trono, i santi non respirano più l’aria celeste. […]  Ogni sorta d’affare mondano viene trattato alla loro presenza, e senza paura; i nostri cari amici e onorati conoscenti, con tutti i loro difetti mortali […] li guardano faccia a faccia, tranquilli: anzi, i nostri più cari bambini giocano con i loro cani prediletti ai piedi di Cristo».